# 月亮岛街道
月亮岛街道，是中华人民共和国湖南省长沙市望城区下辖的一个街道，2012年8月28日由原星城镇拆分而出。

## 行政区划
月亮岛街道下辖以下地区：
月亮岛社区、黄都港社区、桑梓社区、黄狮岭社区、杨丰社区、桃花井社区、金甲社区、天鹅塘社区、金瑞社区、名都社区、中华岭村、银星村、戴公庙村。